# إرنست فيليب كارل لانج
إرنست فيليب كارل لانج (بالألمانية: Philipp Galen)‏ (و. 1813 – 1899 م) هو كاتب طبي، ومؤلف، وكاتب ألماني، ولد في بوتسدام، توفي في بوتسدام، عن عمر يناهز 86 عاماً.